# Abgar V
Abgar V (latino: Abgarus; detto Ukkama, "il nero"; I secolo a.C. – 50) è stato un sovrano di Osroene, con capitale ad Edessa, dal 4 a.C. al 7 e poi nuovamente dal 13 al 50.
Alla sua figura storica è legata la "leggenda di Abgar", riguardante il mandylion, una leggendaria raffigurazione del volto di Gesù.

## Figura storica
Poco è noto della figura storica di Abgar V. Si sa che era toparca di Edessa di Osroene e che era di probabile discendenza araba.

## La «Leggenda di Abgar»
Nella tradizione cristiana, la storia di Abgar è un racconto antico al cui centro è una immagine miracolosa, legittimata dalla sua connessione diretta con Gesù in una religione affetta da iconoclastia.
La tradizione vuole che Abgar, re di Edessa, fosse affetto da malattia incurabile. Avendo sentito parlare dei miracoli praticati da Gesù, gli scrisse riconoscendone la natura divina, chiedendogli aiuto e offrendogli asilo nel proprio palazzo. La tradizione vuole che Gesù rispondesse per iscritto al re spiegandogli di non poter predicare fuori della Terra d'Israele, promettendo però di inviare uno dei suoi discepoli, dotato del suo stesso potere, dopo la sua ascensione al cielo. Eusebio di Cesarea, scrittore e Padre della Chiesa vissuto nella prima metà del IV secolo, riproduce nella sua Storia ecclesiastica le due lettere scambiate da Abgar e Gesù. Eusebio era convinto che gli originali delle lettere, scritte in siriaco, fossero conservate negli archivi di Edessa; affermava anche che Addaï, ossia uno dei settantadue discepoli, più noto come Taddeo di Edessa, fosse stato mandato ad Abgar da Tommaso apostolo tra il 29 e il 33.
Nella seconda metà del IV secolo la leggenda si evolse, includendo un ritratto di Gesù dipinto dal vivo. Il testo siriaco Doctrina Addaii (Dottrina di Addai) racconta come l'archivista di corte Hannan avesse dipinto un ritratto di Gesù in occasione della sua visita; secondo questo testo, Gesù non avrebbe risposto per mezzo di una lettera, ma verbalmente, e l'evento sarebbe avvenuto nel 32. Questa Doctrina Addaii è la fonte più antica tra quelle che citano una immagine di Gesù dipinta dal vivo, conservata da Abgar in uno dei suoi palazzi; versioni greche della leggenda sono conservate negli Acta Thaddaei, gli Atti di Taddeo.
La storia della lettera di Abgar, comprensiva del ritratto fatto da Hannan, viene riportata con qualche aggiunta dalla Storia degli Armeni di Mosè di Corene (metà del V secolo), che riferisce come il ritratto fosse conservato ad Edessa.
La storia venne ulteriormente elaborata dallo storico ecclesiastico Evagrio Scolastico, che fu il primo a dichiarare che l'immagine era "opera divina" e "non realizzata da mani umane", e fu ricordata anche da Giovanni Damasceno parlando delle immagini sacre.
Nel 1441 Lorenzo Valla dimostrò che la lettera ad Abgar attribuita a Gesù era un falso.